# Ельцовка 1-я
Ельцовка 1-я — река в России, протекает по территории Заельцовского района города Новосибирска. Впадает в Обь справа в 2957 км от устья. Длина реки составляет 9 км, площадь водосборного бассейна 24 км².

## Данные водного реестра
По данным государственного водного реестра России относится к Верхнеобскому бассейновому округу, водохозяйственный участок реки — Обь от Новосибирского гидроузла до впадения реки Чулым, без рек Иня и Томь, речной подбассейн реки — бассейны притоков (Верхней) Оби до впадения Томи. Речной бассейн реки — (Верхняя) Обь до впадения Иртыша. Код объекта в государственном водном реестре — 13010200712115200053257.